# 刘尚之
刘尚之（1913年—2001年），男，直隶（今河北）丰润人，中华人民共和国政治人物，曾任第六、七届全国政协委员。